# Overijssel op het Regio Songfestival
Overijssel is een Nederlandse provincie en kan hierdoor deelnemen aan het Regio Songfestival.
De provincie neemt al deel aan het festival sinds de start ervan in 2023 en heeft sindsdien aan alle edities deelgenomen. De Overijsselse inzending wordt ieder jaar geselecteerd door middel van een preselectie.

## Geschiedenis
In 2023 werd het eerste Regio Songfestival georganiseerd in Utrecht. De eerste deelnemer voor Overijssel werd Leon Moorman, met het liedje Dat ik leef. Hij wist in de preselectie de overige zeven finalisten te verslaan. In Utrecht verging het Moorman en Overijssel erg goed. De jury's plaatsten de provincie op een tweede plaats en ook bij de televoters scoorde de inzending goed met een vierde plaats. Dit leverde met 172 punten een derde plaats op, slechts vijf punten verwijderd van de overwinning.
In 2024 werd het Regio Songfestival in Limburg georganiseerd. RTV Oost organiseerde opnieuw een preselectie om te bepalen welke artiest naar Maastricht zou trekken. De jury en het publiek kozen unaniem voor Merlijn Dewasme en zijn lied Adem. Op het eigenlijke festival kwam Overijssel als derde aan de beurt. Ook dit jaar werd de Overijsselse inzending enorm gesmaakt. Met een derde plaats bij zowel de jury's als de televoters en een tweede plaats als eindresultaat deed de provincie het zelfs nog beter dan tijdens de vorige editie.

## Overijsselse deelnames
| Jaar | Artiest         | Lied        | Plaats | Punten | Taal          |
| ---- | --------------- | ----------- | ------ | ------ | ------------- |
| 2023 | Leon Moorman    | Dat ik leef | 3      | 172    | Nedersaksisch |
| 2024 | Merlijn Dewasme | Adem        | 2      | 171    | Nederlands    |
| 2025 |                 |             |        |        |               |

| Kleur | Betekenis      |
| ----- | -------------- |
|       | Eerste plaats  |
|       | Tweede plaats  |
|       | Derde plaats   |
|       | Laatste plaats |
|       | Gastprovincie  |

## Twaalf punten
(Een vetgedrukte editie betekent dat die regio die editie won.)
| Aantal | Land      | Edities |
| ------ | --------- | ------- |
| 1      | Friesland | 2024    |
| 1      | Groningen | 2023    |

| Aantal | Land          | Edities |
| ------ | ------------- | ------- |
| 1      | Drenthe       | 2023    |
| 1      | Groningen     | 2023    |
| 1      | Noord-Holland | 2023    |

Drenthe · Flevoland · Friesland · Gelderland · Groningen · Limburg · Noord-Brabant · Noord-Holland · Overijssel · Rijnmond · Utrecht · West · Zeeland